# Callobius paynei
Callobius paynei là một loài nhện trong họ Amaurobiidae.
Loài này thuộc chi Callobius. Callobius paynei được miêu tả năm 1972 bởi Leech.